# Municipio de Le Grand
El municipio de Le Grand (en inglés: Le Grand Township) es un municipio ubicado en el condado de Marshall en el estado estadounidense de Iowa. En el año 2010 tenía una población de 1577 habitantes y una densidad poblacional de 17,05 personas por km².

## Geografía
El municipio de Le Grand se encuentra ubicado en las coordenadas 41°59′16″N 92°49′39″O / 41.98778, -92.82750. Según la Oficina del Censo de los Estados Unidos, el municipio tiene una superficie total de 92.49 km², de la cual 92.44 km² corresponden a tierra firme y (0.05%) 0.04 km² es agua.

## Demografía
Según el censo de 2010, había 1577 personas residiendo en el municipio de Le Grand. La densidad de población era de 17,05 hab./km². De los 1577 habitantes, el municipio de Le Grand estaba compuesto por el 97.46% blancos, el 0.06% eran afroamericanos, el 0.25% eran amerindios, el 0.06% eran asiáticos, el 0.06% eran isleños del Pacífico, el 1.33% eran de otras razas y el 0.76% pertenecían a dos o más razas. Del total de la población el 2.85% eran hispanos o latinos de cualquier raza.